# SAMPA
SAMPA je zkratka názvu Speech Assessment Methods Phonetic Alphabet (Řečové vyhodnocení metod fonetické abecedy). Jedná se o sedmibitový převod Mezinárodní fonetické abecedy (International Phonetic Alphabet, IPA).
SAMPA byla vyvinuta na konci 80. let v ES pro usnadnění vyhledávání. Dnes se obvykle používá ve formě X-SAMPA (Extended SAMPA). Většina znaků psaných malými písmeny se vyslovuje stejně jako v angličtině, české písmeno i/y se zapíše jako jota (i). Kromě nich jsou znaky psané velkými písmeny, číslicemi či jinými znaky ze 7bitové ASCII a česky se tyto znaky a samohlásky vyslovují takto (v lomítkách jsou znaky IPA):
- a . . . přední a
- c . . . české ť (v IPA též /c/)
- e . . . zavřené ẹ – ve francouzském ses /se/
- i . . . napjaté i – české dlouhé í, např. víla /vi:la/, ve francouzském oui /wi/
- o . . . zavřené ọ – ve francouzském gros /gRo/
- u . . . napjaté u – v německém Kuh /ku:/ a španělském su /su/
- x . . . tvrdé (zadopatrové) ch /x/ – např. chata /xata/
- A . . . zadní a /ɑ/ – v anglickém father /fA:D@/
- C . . . měkké (palatální) ch /ç/ – v německém ich /IC/
- D . . . znělé dentální th /ð/ v anglickém then /DEn/
- E . . . otevřené e /ɛ/ ve francouzském même /mEm/
- I . . . povolené i /ɪ/ – anglické: v anglickém kit /kIt/
- J . . . ň
- J\ . . . ď /ɟ/
- N . . . zadopatrová nosovka ng /ŋ/ – např. ve slově banka /baNka/, na rozdíl od slova vana /vana/
- O . . . otevřené o /ɔ/ ve francouzském robe /ROb/ a  v britském thought /TO:t/
- Q . . . zadní, otevřené, zaokrouhlené /ɒ/ v britském lot /lQt/
- S . . . š /ʃ/
- T . . . neznělé dentální th /θ/ v anglickém thin /TIn/
- U . . . povolené /ʊ/ v anglickém foot /fUt/
- V . . . zadní, polootevřené, nezaokrouhlené /ʌ/, v anglické fonetice se z tradičních důvodů používá pro přepis střední, mírně otevřené, nezaokrouhlené samohlásky /ɐ/ a jejích variant, např. v britském butter /bVt@/
- Z . . . /ʒ/ ž
- @  . . . středová, nezaokrouhlená samohláska /ə/, nazývaná šva – např. často v nepřízvučných anglických slabikách America /@"mErIk@/, v češtině se užívá při vyslovování samostatných samohlásek, např. b /b@/
- { . . . /æ/, otevřené e v anglickém bad
- 2 . . . zavřené zaokrouhlené /ø/: samohláska ve francouzském deux
- 3 . . . /ɜ/ v britském nurse /n3:s/
- 4 . . . /ɾ/ ve španělském perro
- 5 . . . /ɫ/ temné l v anglickém milk /mI5k/
- 6 . . . /ɐ/ otevřené schwa v německém besser
- 9 . . . otevřené ö /œ/ – samohláska ve francouzském neuf
- " . . . hlavní přízvuk – např. v anglickém another /@"nVD@/

České písmeno c označuje afrikátu, která je v Mezinárodní fonetické abecedě značena t͡s, takže v SAMPA se zapíše jako ts. Obdobně afrikáta č (t͡ʃ) se v SAMPA zapíše jako tS.
Kvantita (délka) samohlásky se značí dvojtečkou /ː/, např. být /bi:t/, polodlouhá samohláska (pro niž se v IPA používá znak /ˑ/) se v SAMPA označuje dvojtečkou a zpětným lomítkem: :\. Pro nosovky se užívá vlnovka: ~.